# Incidente Vela

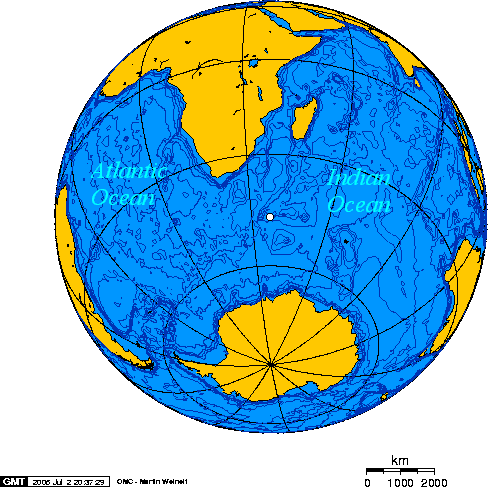
Proyección de la Tierra donde se muestra el punto de donde provinieron las radiaciones de la explosión.

El Incidente Vela (también conocido como el Flash del Atlántico Sur) fue la posible detección de una prueba nuclear por un satélite del Proyecto Vela estadounidense el 22 de septiembre de 1979 en el territorio de Sudáfrica que coincide con las Islas del Príncipe Eduardo. La teoría más difundida entre los que creen que el destello fue de origen nuclear es que fue resultado de una prueba nuclear conjunta de Sudáfrica e Israel. El tema sigue siendo muy controvertido en la actualidad.
Aunque una señal de "doble flash" es característica de una prueba de armas nucleares, la señal también podría haber sido una señal electrónica falsa generada por un detector envejecido en un viejo satélite o un meteorito que golpeó al satélite Vela. No existió corroboración de una explosión, como presencia de subproductos nucleares en el aire, y nunca se reconoció públicamente, a pesar de que hubo numerosos viajes a la zona de aviones de la Fuerza Aérea de Estados Unidos diseñados específicamente para detectar polvo radiactivo en el aire. Otros que han examinado los datos, incluida la Agencia de Inteligencia de Defensa (DIA), el Laboratorio de Investigación Naval de los Estados Unidos (NRL), y contratistas de defensa, han llegado a la conclusión de que el destello fue el resultado de una detonación nuclear. Hay mucha información sobre el evento que permanece clasificada.

## Desarrollo

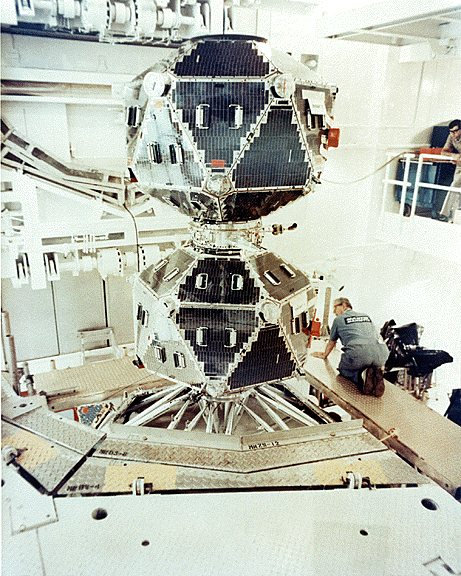
Imagen del satélite Vela, montándose en Estados Unidos.

Mucha de la información concerniente al caso permanece aún clasificada. Se especula que el responsable de la prueba fue Israel o Sudáfrica.
Entre las aguas del Atlántico Sur y el océano Índico, al sur de Sudáfrica (47° S, 40° E), el Satélite Vela 6911 detectó, con sus sensores ópticos, dos detonaciones en la atmósfera, en forma de relámpagos de luz. La potencia fue estimada entre 2 o 3 kilotones, pero debido a un fallo de los detectores del pulso electromagnético, no se pudo comprobar de un modo fehaciente si se trataba de una explosión nuclear (otros han sugerido la posibilidad de la explosión de un meteorito en un suceso parecido al de Tunguska). El informe del NSC, ahora desclasificado, apunta con toda seguridad a una explosión atómica.

## Probables autores

### Sudáfrica
Por aquellos años, Sudáfrica, país que cuenta con amplias reservas de uranio, comenzó un programa de desarrollo de armas nucleares, y en el momento de la explosión se encontraban en las proximidades varios buques de la marina sudafricana, lo que refuerza las tesis de experimentos nucleares. Los informes posteriores de la NSC viraron hacia una posición agnóstica. Una de las cosas que hicieron sospechar de Sudáfrica fue el inusual nivel de seguridad asumido por sus fuerzas navales la semana antes de la explosión.
Sudáfrica desarrolló al menos seis cabezas nucleares, lo que se reconoció más tarde, junto con una variedad de misiles y otras armas convencionales. Se llevaron a cabo estos proyectos con alguna cooperación de Israel - otra nación con tecnología militar avanzada y capacidad nuclear.

### Israel
Años después, en 1986, el técnico nuclear israelí Mordejái Vanunu, de origen judío-marroquí, reveló que Israel había estado desarrollando desde 1958 un programa nuclear en Dimona, en el desierto de Néguev, en estrecha colaboración con Sudáfrica. Este hecho reforzó las sospechas de una participación israelí en las pruebas sudafricanas.

..El Honorable Issam Makhoul Hadash, ha hecho historia cuando ha declarado: «Israel posee entre 200 y 300 bombas atómicas». El ministro Ramón, que contestó por el gobierno, ha repetido la afirmación. "Israel no será el primer país en introducir armas nucleares en Oriente Próximo". «no es el mensajero Vanunu el problema, más bien es la política de todos los gobiernos israelíes, que han transformado esta pequeña porción de tierra en un vertedero nuclear envenenado y venenoso, que podría llevarnos a todos al cielo en un hongo nuclear» Issam Makhoul le ha reprochado ayer en el Knesset. Makhoul ha hecho historia cuando ha conseguido permiso para discutir una propuesta sobre la política nuclear de Israel que ha llevado al primer debate abierto de este tipo. Justo cuando Makhoul ha empezado a hablar, miembros del Likud, del Partido Religioso nacional, del Shas y otros han decidido dejar la asamblea en señal de protesta. Makhoul ha afirmado que Israel es al sexto país del mundo en lo que concierne a la cantidad de plutonio de alta calidad en su poder. «El mundo sabe que Israel es un gran depósito de armas nucleares, biológicas y químicas, que sirve como piedra angular para la carrera a las armas nucleares en Oriente Próximo» Makhoul ha acusado. Según él, Israel tiene «200-300 bombas atómicas». Miembros del Knesset han reaccionado gritando ante el discurso de Makhoul: «Hoy Usted está cometiendo un crimen contra los árabes israelíes» ha gritado el Honorable Ophir Pinnes, jefe de la coalición. "Si alguien necesitara una justificación para que los miembros árabes del Knesset no deban participar en la comisión de Asuntos Exteriores y Seguridad, acaba de proporcionársela", ha concluido Yosef Pritzky (Shinui).
Yediot Ahronot 3 de febrero 2000 

Documentos secretos sudafricanos revelan que Israel ofreció vender ojivas nucleares al régimen del apartheid, proporcionando prueba documental de la posesión de armas nucleares por parte de ese estado. Actas "top secret" de las reuniones entre altos funcionarios de los dos países en 1975 muestran que el ministro de Defensa de Sudáfrica, Piet Botha, preguntó por las cabezas y Shimon Peres, entonces ministro de Defensa de Israel, respondió ofreciéndoles "en tres tamaños". Los dos hombres también firmaron un acuerdo de amplio alcance que rige las relaciones militares entre los dos países que incluyeron una cláusula declarando que "la existencia misma de este acuerdo" debía permanecer secreto. Las autoridades israelíes trataron de detener el gobierno sudafricano posapartheid, desclasificando los documentos a solicitud de Polak.

### India
India había realizado un ensayo nuclear en 1974 (nombre código Buda sonriente). Se consideró la posibilidad de que la India probara un arma, ya que era posible para la Armada de la India operar en esas aguas tan al sur, sin embargo, esto fue descartado al resultar poco práctico e innecesario, dado el hecho de que la India había firmado y ratificado el Tratado de prohibición parcial de ensayos nucleares (LTBT) en 1963, y se había cumplido aún en su primera prueba.

### Francia
Dado que el «doble flash», finalmente, podría haber ocurrido no muy lejos, al oeste de las islas Kerguelen de soberanía francesa, es posible que los franceses estuvieran probando una pequeña bomba de neutrones u otra pequeña bomba nuclear táctica.

## Explosión nuclear
Un primer informe del gobierno de los Estados Unidos en 1979, declaró que se había tratado, sin duda, de una explosión nuclear, y se atribuyó la responsabilidad a Sudáfrica. Poco más tarde, la administración Carter creó una comisión de expertos para evaluar los datos suministrados por el satélite, pero dicha comisión concluyó que, con toda probabilidad, no se había tratado de una explosión atómica puesto que no se había encontrado radiación en las proximidades del punto donde se detectó el destello y, además, no se podía establecer la naturaleza exacta del fenómeno. Al mismo tiempo, el radiotelescopio de Arecibo, reveló fenómenos inusuales en la ionosfera. Pocos meses después, el estado federal de la Australia Occidental, registró índices anormales de radioactividad en la zona y, mientras tanto, los científicos de Los Álamos, responsables del proyecto, continuaron asegurando que el satélite había funcionado correctamente, y que su fiabilidad estaba demostrada porque había detectado ya otros 41 ensayos nucleares. El Gobierno de Sudáfrica estaba sometido a un embargo de Armas por las Naciones Unidas, lo que explicaría el silencio de sus hipotéticos socios en esta prueba nuclear.

### Espionaje estadounidense
Un avión de espionaje electrónico WC-135B voló 25 misiones en 1979 para tratar de determinar si el doble destello en el Atlántico Sur fue una prueba de armas nucleares. Sin embargo el resultado no fue concluyente.

## Informes posteriores
A pesar de que la primera impresión fue que no fue debido a una explosión nuclear, desde 1980 han salido a la luz varios informes en los que se ha asumido como verídica la hipótesis de un artefacto nuclear sudafricano pero eufemizándose la posesión de armas atómicas por parte de dicho país.
- Notas de informes científicos del Laboratorio de Los Álamos de 1981:[20]

Se analizaron datos de plasma y datos geofísicos medidos por el TIROS-N relacionados con el 22 de septiembre de 1979 para determinar si el evento de precipitación de electrones detectada por TIROS-N a 00:54:49 tiempo universal podría haber estado relacionado con una explosión nuclear en superficie (SNB). La ocurrencia de este tipo de ráfaga se infiere de las señales de luz detectadas por mediciones del Vela a -2 min antes del evento TIROS-N. Nos pareció que la precipitación es inusualmente grande, pero no única. Es probablemente el resultado de paso de TIROS-N a través de los electrones que precipitan por encima de un arco auroral pre-existente que pueda haber iluminó a una intensidad inusualmente alta de causas naturales -3 min antes de la señales de Vela.... Llegamos a la conclusión de que tal evento, aunque es raro, no es único y, además, que este evento en particular se asocia con un arco auroral que probablemente existía antes del evento Vela. Aunque se puede argumentar que el segmento del arco muestreada por el TIROS-N se intensificó por una comisión negociadora, no encontramos ninguna evidencia para apoyar esta tesis o sugerir que la observación era otra cosa que el resultado de procesos naturales en la magnetosfera.

- En 1991 Seymour Hersh, en la Opción de Sansón, citando a varias fuentes israelíes, afirmó que la prueba era una operación conjunta israelí-sudafricana.[21] Si se trató de una prueba de Israel, uno debe especular exactamente cómo se hizo. Hersh afirmó que buques de la marina israelí fueron enviados, pero Israel posee una pequeña marina de guerra, la mayor parte de la cual tiene como base el Mediterráneo.[nota 1]
- En febrero de 1994, el Comodoro Dieter Gerhardt, un espía soviético convicto y excomandante de la Base Naval Simon's Town sudafricana, afirmó acerca de este incidente:

... "A pesar de no estar involucrado directamente, supe que el flash había sido producido por una prueba atómica Israelí-Sudafricana, con el nombre en código de Operation Phenix. La explosión fue limpia y se suponía que no debía ser detectada. Pero no fueron tan listos y el tiempo cambió, permitiendo que los norteamericanos la captaran."
Comodoro Dieter Gerhardt

Gerhardt declaró además que ningún buque de guerra de Sudáfrica había participado, y que no tenía conocimiento de primera mano de una prueba nuclear. Varios años después y tras desaparecer el régimen segregacionista sudafricano, el gobierno de Frederik de Klerk admitió la posesión de seis armas nucleares, pero este gobierno las desmanteló antes de la transición al gobierno del Congreso Nacional Africano. No se hizo ninguna mención específica del incidente Vela o de la cooperación israelí en el programa nuclear de Sudáfrica.
- En octubre de 1984, un Informe Nacional de Inteligencia sobre el programa nuclear de Sudáfrica señaló:

Todavía hay considerable desacuerdo dentro de la comunidad de inteligencia en cuanto a si el flash en el Atlántico Sur detectado [...] por satélite en septiembre de 1979 fue una prueba nuclear, y si es así, de Sudáfrica. En este último caso, la necesidad de Sudáfrica para poner a prueba un dispositivo durante el plazo de esta estimación es significativamente disminuida.
Memorando del Consejo Nacional de Inteligencia de septiembre de 1985..

Una forma resumida de este informe fue usado en una memoria del National Intelligence Council de septiembre de 1985.
- El 20 de abril de 1997, el diario israelí Haaretz citó al viceministro de Relaciones Exteriores de África del Sur, Aziz Pahad, como supuestamente confirmando que el "doble flash" del otro lado del Océano Índico causado una prueba nuclear sudafricana. Haaretz citó también los informes anteriores según los cuales Israel había comprado 550 toneladas de uranio de Sudáfrica para su propia planta nuclear de Dimona. A cambio, Israel presuntamente hizo entrega a Sudáfrica de información y materiales radioactivos para el diseño e incremento de la potencia de sus ojivas nucleares.[26] La declaración de Pahad fue confirmada por la Embajada de Estados Unidos en Pretoria,[27][28] pero el secretario de prensa declaró que Pahad declaró solamente que "hubo un fuerte rumor de que una prueba se había realizado, y que debe ser investigada".. En otras palabras, se limitó a repetir los rumores difundidos por David Albright, al comentar la agitación creada por esta nota de prensa:[28]

El gobierno estadounidense debe desclasificar información adicional sobre el evento. Una difusión pública a fondo de la información existente podría resolver la controversia.

- En octubre de 1999, un documento que fue publicado por la Comisión de Política Republicana del Senado de los Estados Unidos en contra del Tratado de Prohibición Completa de Ensayos declaró:

Persiste la incertidumbre sobre si el flash del Atlántico Sur en septiembre de 1979 registrada por los sensores ópticos del satélite Vela EE.UU. fue una detonación nuclear y, en caso afirmativo, a quién pertenecía.
 

- En su libro de 2006 Al borde, el oficial jubilado de servicios clandestinos de la CIA Tyler Drumheller escribió sobre su estancia en Sudáfrica entre 1983 y 1988:

Tuvimos éxitos operacionales, lo más importante sobre la capacidad nuclear de Pretoria. Mis fuentes proporcionan colectivamente evidencia incontrovertible de que el gobierno del apartheid de hecho había probado una bomba nuclear en el Atlántico Sur en 1979, y que había desarrollado un sistema de administración con el apoyo de los israelíes.

- Parte de la información estadounidense en relación con este incidente ha sido desclasificado en forma de informes y memorandos redactados en gran medida después de las solicitudes presentadas en el marco de la Ley de Libertad de Información, y el 5 de mayo de 2006, muchos de estos documentos desclasificados fueron puestos a disposición a través del Nacional Security Archive.[6]

## En la cultura popular
- El Incidente Vela sirvió de base para una novela de Abe Ariel titulado La última guerra. La novela describe la prueba israelí de una bomba de neutrones en una isla desierta.[31]
- En el episodio de El ala oeste de la Casa Blanca titulado "La guerra de Genghis Khan" tiene lugar una trama que es muy similar al incidente Vela.[32]
- El incidente Vela fue citado en un episodio de NCIS: Los Angeles emitido el 14 de mayo de 2013.

### En inglés
- Report on the 1979 Vela Incident
- Vela Incident
- Director of Central Intelligence, The 22 September 1979 Event, December 1979. Secret
- Avner Cohen and William Burr, "Israel Crosses the Thresshold". Bulletin of the Atomic Scientists, May/June 2006. Archivado el 5 de agosto de 2009 en Wayback Machine.
- "Israel Crosses the Threshold". National Security Archive Electronic Briefing Book No. 189, April 28, 2006
- Bibliography of Israeli Nuclear Science Publications by Mark Gorwitz, June 2005
- Israeli Nuclear Forces, 2002, Bulletin of the Atomic Scientists, September/October 2002. Archivado el 5 de agosto de 2009 en Wayback Machine.
- "The Bomb That Never Is", by Avner Cohen. Bulletin of the Atomic Scientists, May/June 2000, Vol 56, No. 3, pp. 22-23. Archivado el 5 de agosto de 2009 en Wayback Machine.
- Israel and the Bomb, a supporting repository on the National Security Archive web site for Avner Cohen's book Israel and the Bomb (Columbia University press, 1998), including declassified documents.
- "Obsessive secrecy undermines democracy", by Reuven Pedatzur Ha'aretz. Tuesday, August 8, 2000
- "Fighting to preserve the tattered veil of secrecy", by Ronen Bergman
- "Blast, from the past to the present", by Yirmiyahu Yovel Ha'aretz. 28 July 2000
- "The Third Temple's Holy of Holies: Israel's Nuclear Weapons". Warner D. Farr, LTC, U.S. Army, September 1999
- "Israel: Plutonium Production". The Risk Report Volume 2 Number 4 (July-August 1996).
- "Israel: Uranium Processing and Enrichment". The Risk Report Volume 2 Number 4 (July-August 1996).
- "Israel: The Nuclear Potential of Individual Countries Treaty on Nonproliferation of Nuclear Weapons". Problems of Extension Appendix 2. Russian Federation Foreign Intelligence Service, 6 April 1995

Videos
- El Incidente Vela. Archivado el 30 de octubre de 2013 en Wayback Machine.

- Datos: Q1192659
- Multimedia: Vela Incident / Q1192659